# 林詠翔
林詠翔（2001年9月17日—） ，為台灣棒球選手，曾效力於中華職棒富邦悍將，守備位置為投手。於2020年季中選秀會中被富邦悍將以第5輪第25指名選進。
2022年季末遭到釋出，生涯未上過一軍。

## 經歷
- 臺東縣建和國小足球隊
- 臺東縣卑南國小少棒隊
- 臺東縣新生國中青少棒隊
- 高雄市私立高苑高級工商職業學校青棒隊
- 中華職棒富邦悍將（2020年－2022年）

## 外部連結
- 林詠翔在台灣棒球維基館上的頁面（繁體中文）